# El passat
Le Passé és una pel·lícula francesa de 2013 dirigida pel director iranià guanyador d'un Oscar Asghar Farhadi i protagonitzada per Bérénice Bejo. Va estar doblada al català, i titulada El passat.
La pel·lícula es va estrenar el 17 de maig de 2013 al Festival de Cinema de Canes on Bérénice Bejo va guanyar el premi a la millor actriu. Posteriorment va competir en el Festival Internacional de Cinema de Toronto i va ser escollida per representar Iran en els Oscars d'aquell any.

## Argument
Després de quatre anys de separació, Ahmad torna a París des de Teheran per tal de procedir amb les formalitats del seu divorci amb la seva muller francesa Marie.

## Repartiment
- Bérénice Bejo: Marie Brisson
- Tahar Rahim: Samir
- Ali Mosaffa: Ahmad
- Pauline Burlet: Lucie
- Elyes Aguis: Fouad
- Jeanne Jestin: Léa
- Sabrina Ouazani: Naïma
- Babak Karimi: Shahryar
- Valeria Cavalli: Valeria
- Eleonora Marino: Amiga de la Marie

## Crítica
- "M'emporto una amarga decepció quan noto que el que m'està explicant en aquesta ocasió Farhadi no aconsegueix esgarrapar-me cap fibra emocional, que la seva densitat tràgica només em desconcerta (...) tot s'allarga innecessàriament, l'emoció no aflora"[9]

- "Es tracta d'un melodrama familiar exquisidament esculpit en el qual el final d'un matrimoni no és més que el començament d'alguna cosa més, un tapís inesborrable de revelacions acuradament dissenyades i de profundes veritats humanes"[10]
- "El passat" funciona com un adagi de clau baixa en mans d'un mestre del piano, que sap donar a cada nota els matisos justos i fer que cada frase afecti totes les altres"[11]

## Premis i nominacions

### Premis
- 2013: Millor actriu al Festival de Canes per Bérénice Bejo

### Nominacions
- 2013: Palma d'Or
- 2014: Globus d'Or a la millor pel·lícula de parla no anglesa
- 2014: César a la millor pel·lícula